# De Beausoleil (cràter)
De Beausoleil és un cràter d'impacte en el planeta Venus de 28,2 km de diàmetre. Porta el nom de Martine de Beausoleil (c. 1600-1642), enginyera de mines i mineralogista, i el seu nom va ser aprovat per la Unió Astronòmica Internacional el 1994.